# Gülsün Sağlamer
Gülsün Sağlamer (Trabzon, 1945 –) török építész, egyetemi oktató, Törökország harmadik, az Isztambuli Műszaki Egyetem első női rektora.

## Élete és pályafutása
Általános- és középiskolai tanulmányait szülővárosában végezte, mesterdiplomát, majd phD-fokozatot szerzett az Isztambuli Műszaki Egyetemen. A Cambridge-i Egyetemen posztdoktori képzésen vett részt 1975–76-ban.
1978-ban docens, 1988-ban egyetemi tanár lett az Isztambuli Műszaki Egyetemen. 1993 és 1995 között vendégelőadó volt az észak-írországi Queen's University Belfast egyetemen. 1996 és 2004 között az Isztambuli Műszaki Egyetem rektora volt, az egyetem első női rektora. 2005 és 2009 között az Európai Egyetemek Szövetségének bizottsági tagja volt. Beválasztották a Kadir Has Egyetem kuratóriumi tagjai közé.
Sağlamer a Női Rektorok Európai Szövetségének (European Women Rectors Association) elnöke. Az Open House International folyóirat döntőbizottságának tagja.
Sağlamer egyike annak a három török tudósnőnek, akik szerepelnek Hargittai Magdolna Women Scientists: Reflections, Challenges and Breaking Boundaries című könyvében.

## Fordítás
Ez a szócikk részben vagy egészben  a   Gülsün Sağlamer című angol Wikipédia-szócikk ezen változatának fordításán alapul.  Az eredeti cikk szerkesztőit annak laptörténete sorolja fel. Ez a jelzés csupán a megfogalmazás eredetét és a szerzői jogokat jelzi, nem szolgál a cikkben szereplő információk forrásmegjelöléseként.